# Shima Spain Village
Shima Spain Village (志摩スペイン村) est un parc à thème situé à Shima, dans la préfecture de Mie, au Japon. Ouvert en 1994, il dédie sa thématique à l'Espagne.

## Les attractions

### Montagnes russes
| Nom de l'attraction | Type                             | Constructeur         | Année d'ouverture |
| ------------------- | -------------------------------- | -------------------- | ----------------- |
| Gran Montserrat     | Montagnes russes en métal        | Mack Rides           | 1994              |
| Iron Bull           | Montagnes russes en intérieur    | Sansei Yusoki (en)   |                   |
| Kiddy Montserrat    | Montagnes russes en métal junior | Hoei Sangyo Co.      | 2016              |
| Pyrenees            | Montagnes russes inversées       | Bolliger & Mabillard | 1997              |

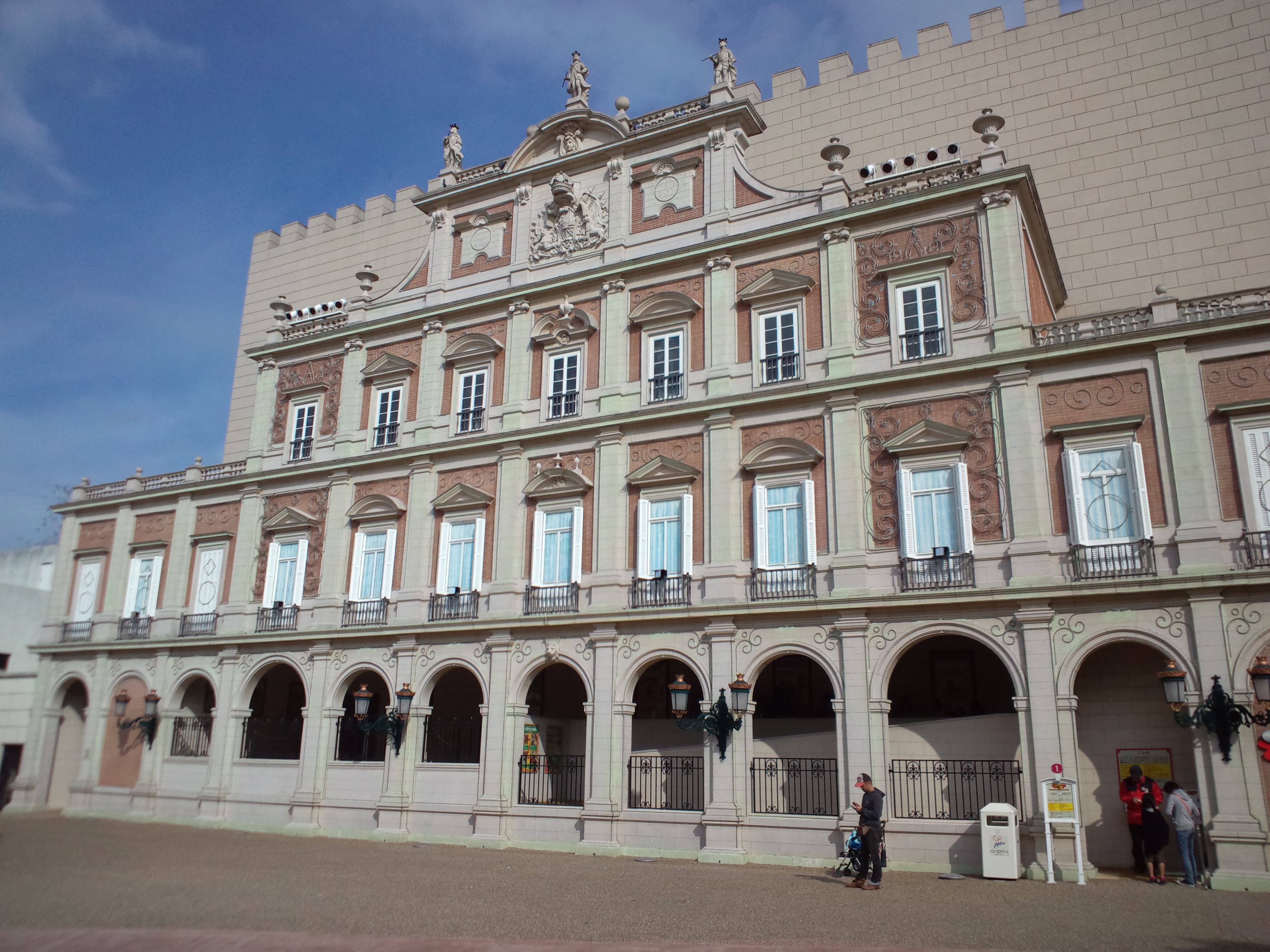
Entrée des montagnes russes Iron Bull
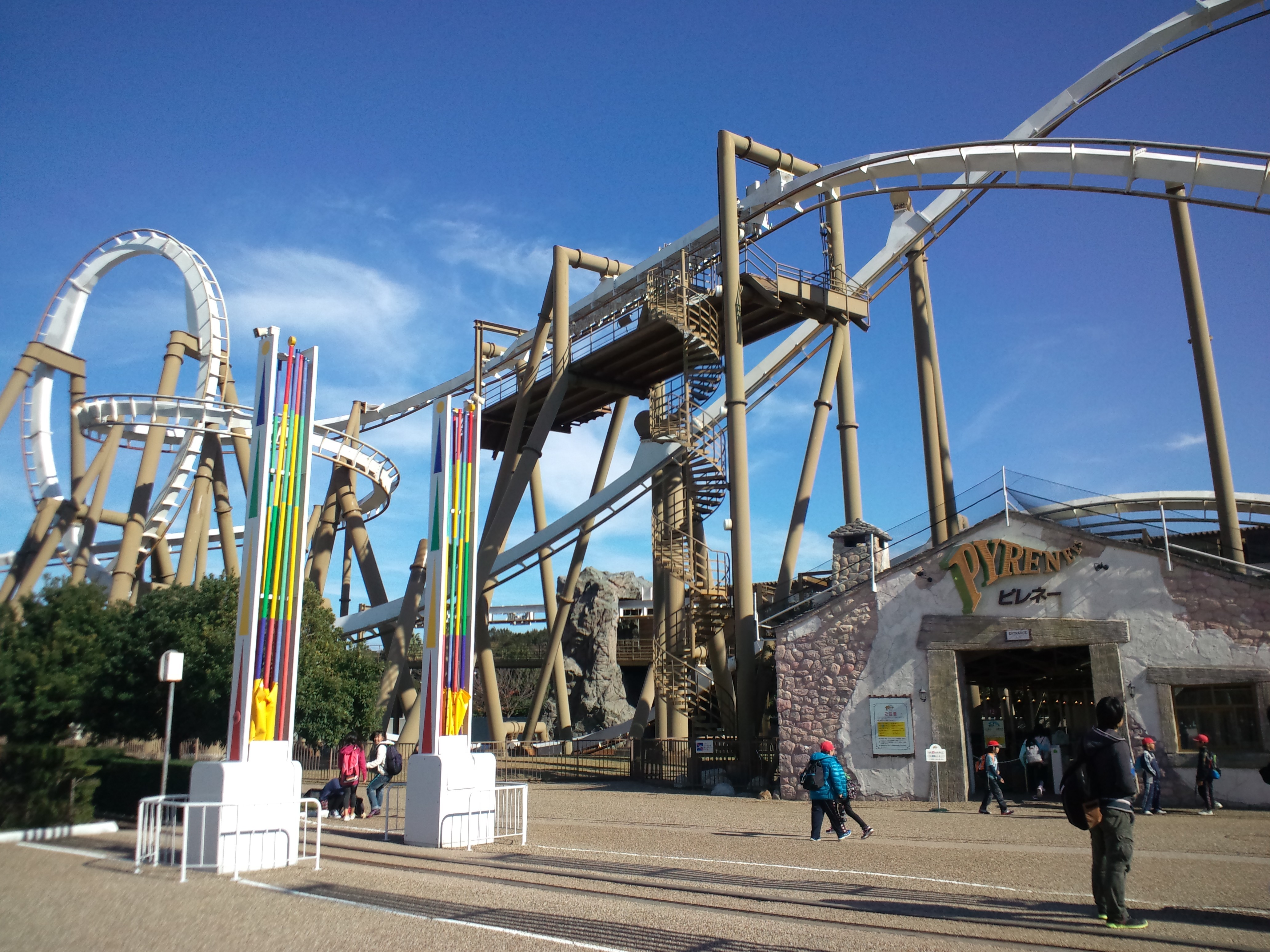
Montagnes russes Pyrenees

### Autres attractions
- Alice in Wonderland - Labyrinthe et palais des glaces
- Amigo Baloon - Manège de montgolfières de Zamperla
- Batalla del Alcázar "Adelante" - Parcours scénique
- Bosque de Cuentos - Bois des contes
- Don Quixote's Magical Flight - Parcours scénique
- Feliz Cruise - Barque scénique
- Fiesta Train - Train panoramique
- Gaudí Carrousel - Carrousel
- Illumination Ride “The Nutcracker” - Parcours scénique
- Splash Montserrat - Bûches
- Swing Santa María - Bateau à bascule

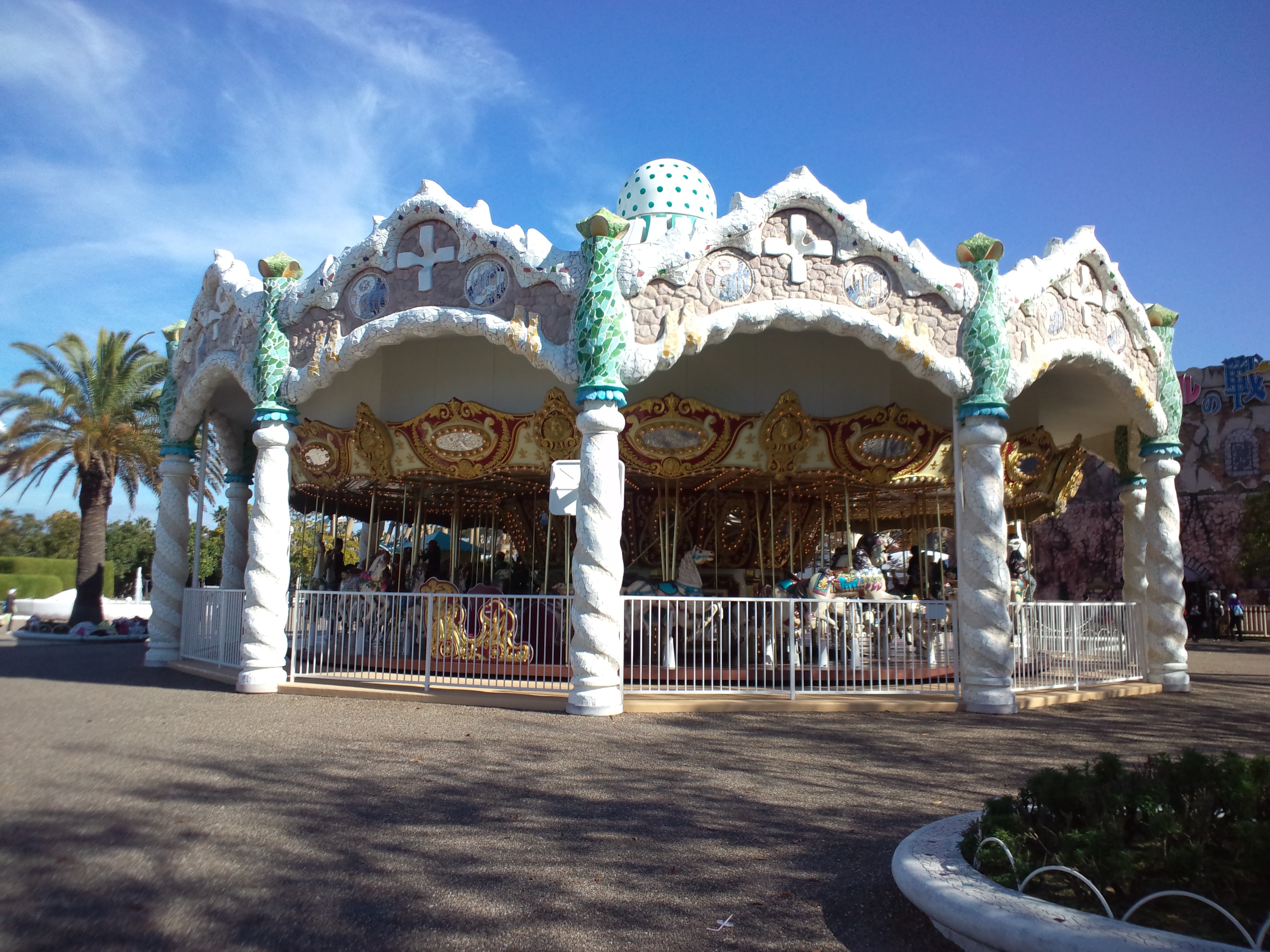
Gaudí Carrousel
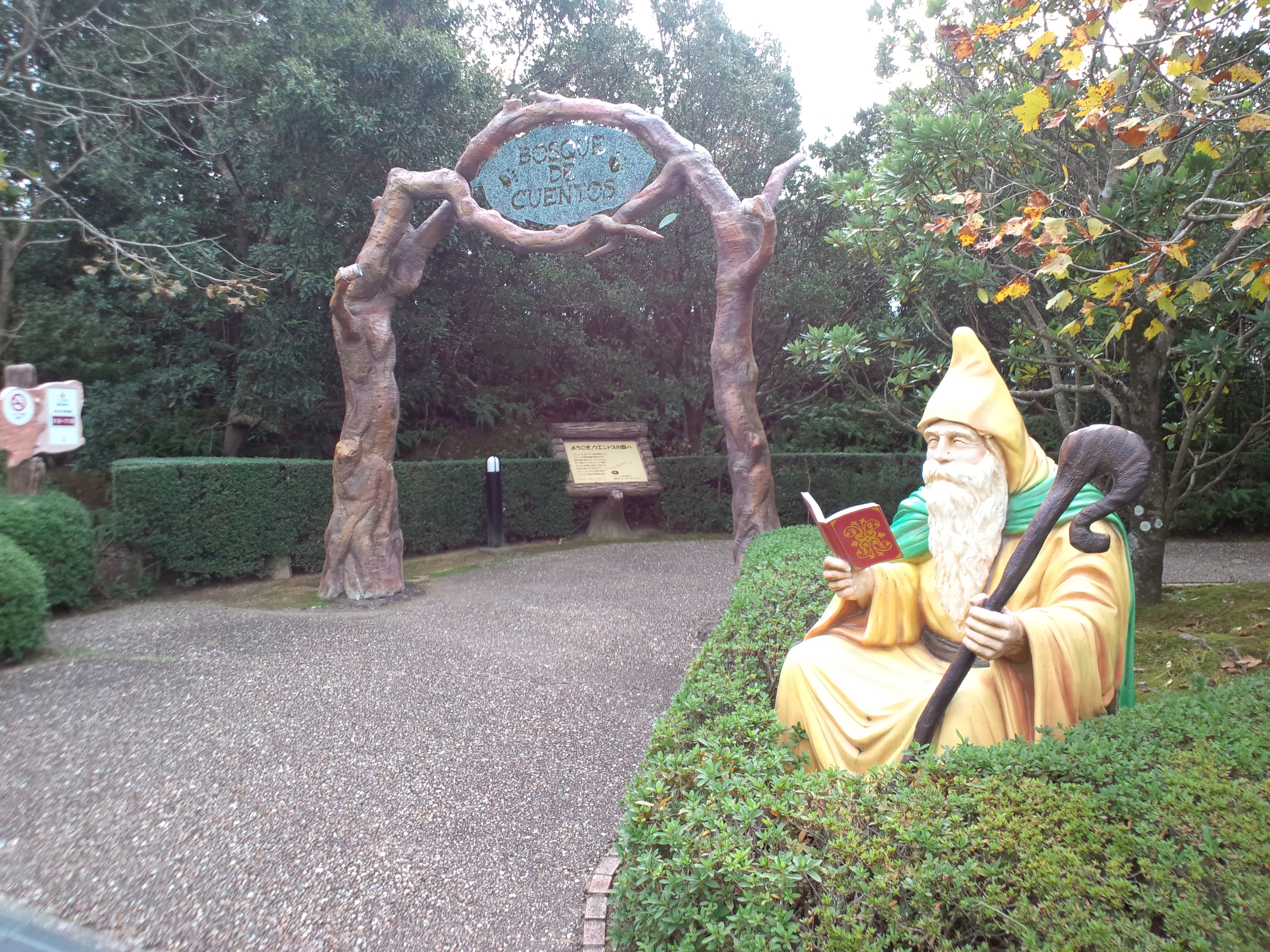
Entrée du Bosque de Cuentos
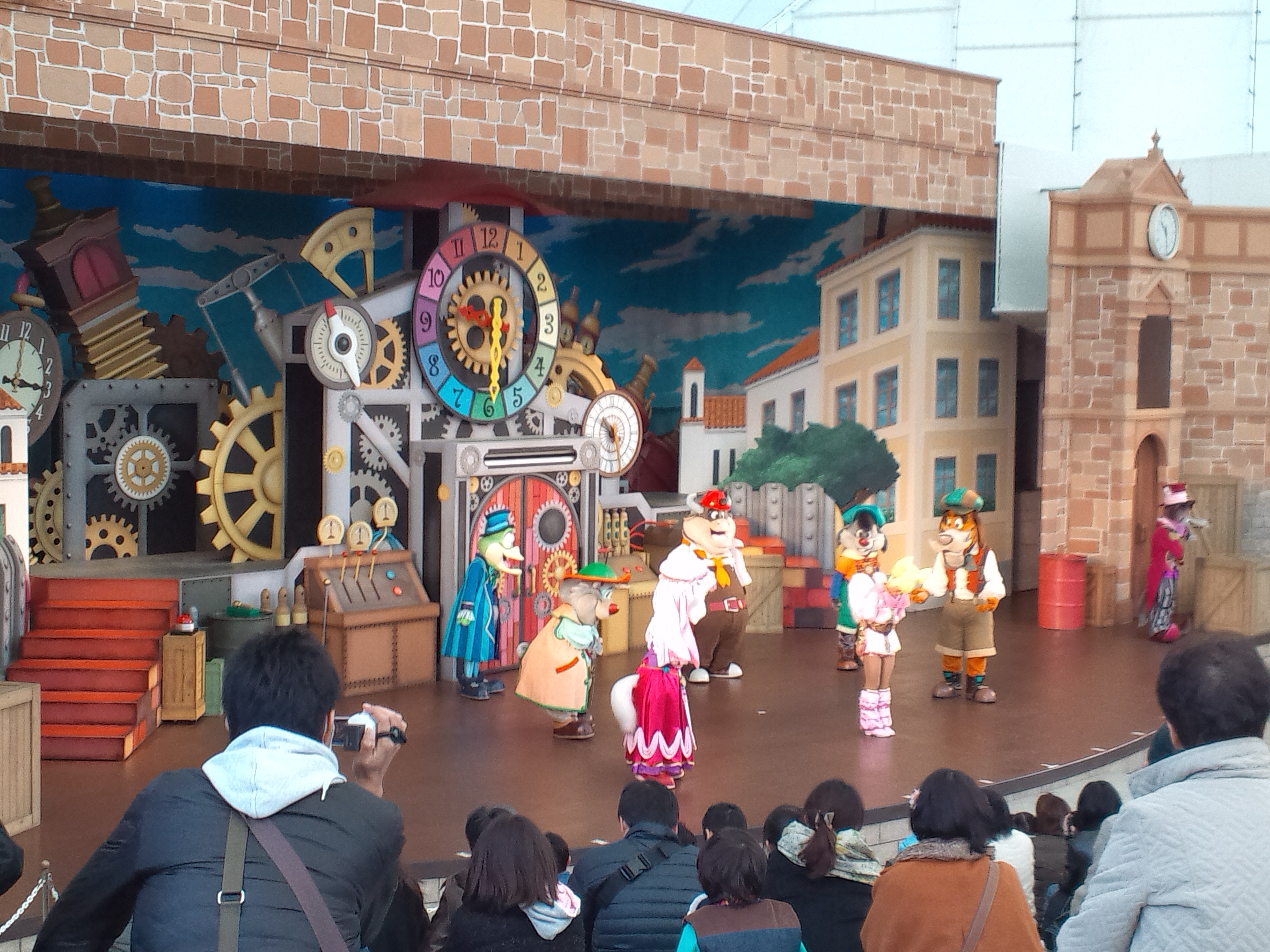
Spectacle sur la scène du Coliseo
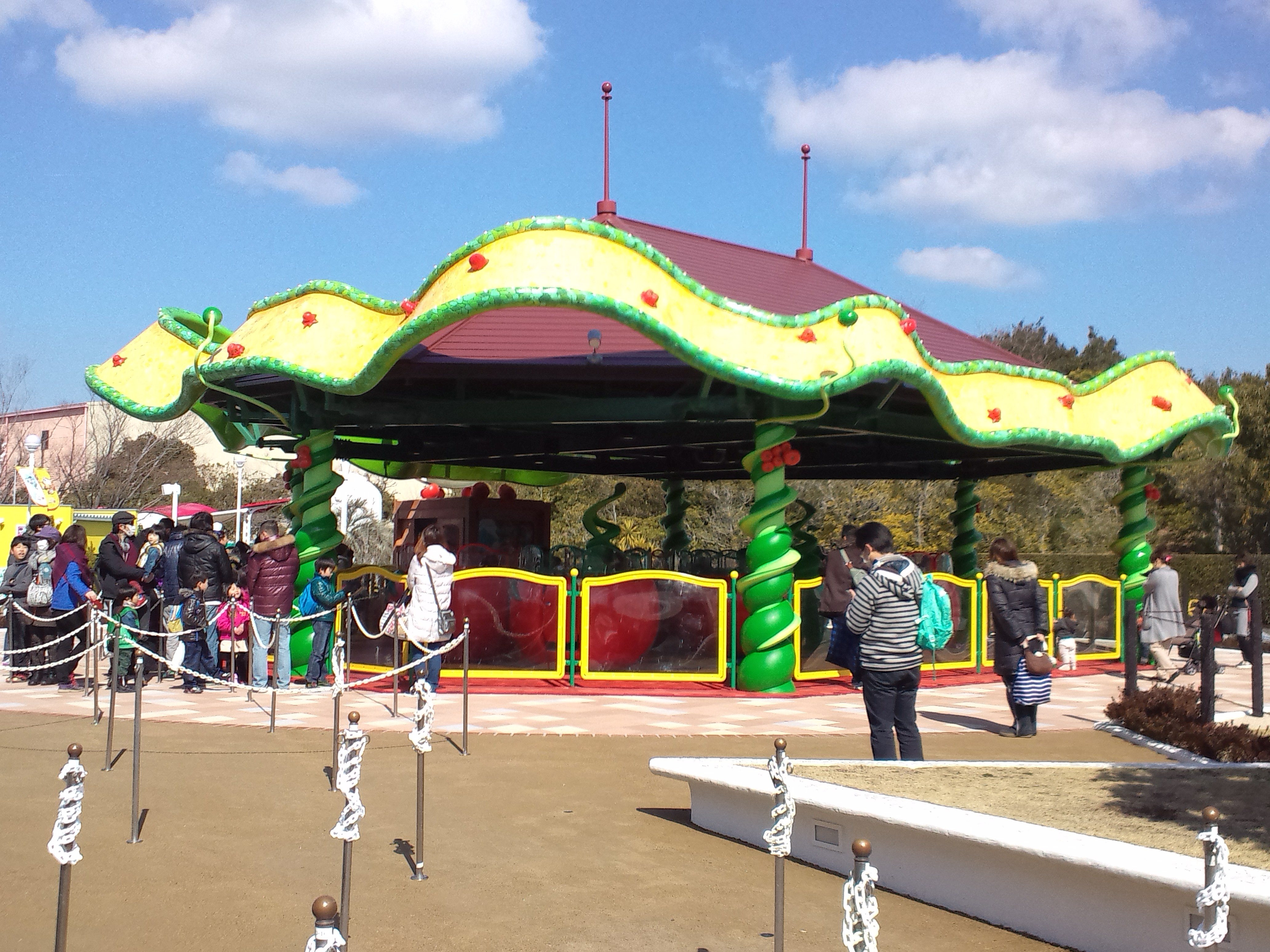
La Tomatina